# پوناخا
پوناخا (به لاتین: Punakha) یک شهر در بوتان (کشور) است که در Western Bhutan واقع شده‌است.
 پوناخا  ۶٬۲۶۲ نفر جمعیت دارد و ۱٬۲۴۲ متر بالاتر از سطح دریا واقع شده‌است.